# Cable Humboldt
El cable Humboldt es un cable submarino de telecomunicaciones que va entre Sudamérica y Asia Pacífico. Conectará inicialmente Valparaíso y Auckland. Tendrá una longitud cercana a los 14.800 km y se espera que entre en operación en 2026.
Tendrá una capacidad inicial del 144 Tbps.
El cable se llamará Humboldt, en honor al científico alemán Alexander von Humboldt como resultado de un llamado público para elegir su nombre.

## Historia
En el segundo gobierno de Michelle Bachelet se anunció un proyecto de cable submarino que uniría Chile con Asia. El proyecto se llamaba "Puerta Digital Asia - Sudamérica". Se estimaba una inversión de USD 600 millones. Actualmente se estima del orden de 400 MMUS.
En enero de 2016 se firmó un “MOU on High-Tech for Communications Development Cooperation” entre la Subtel y la Comisión Nacional de Desarrollo y Reforma de la República Popular China (NDRC), acuerdo que incluyó el compromiso de realizar un estudio de conectividad. Luego, por encargo de China durante 2017 la empresa Huawei Marine elaboró un estudio preliminar que arrojó las posibles rutas y el orden de magnitud de la inversión requerida para un cable transpacífico China-Chile. En julio de 2019 se firmó un acuerdo para financiar el estudio de factibilidad de dicho cable. Se espera tener todo listo para licitar su construcción en 2020.
El trazado original tenía una distancia aproximada de 24 mil kilómetros y que pase por Isla de Pascua, mejorando su conectividad con el continente Su diseño inicial contemplaba una capacidad de transmisión de entre 10 y 20 Tbps. y cuenta con el respaldo de Argentina, Brasil y Ecuador.
Se consideraron dos opciones: 
1. Tokio - Sídney - Auckland - Tahití - Isla de Pascua - Juan Fernández - Valparaíso
2. Shanghái - Sídney - Auckland - Isla de Pascua - Juan Fernández - Valparaíso

En julio de 2020, en medio de las tensiones entre China y Estados Unidos, este último país ofreció pagar parte del cable. El gobierno chileno que lo estudiaría. Finalmente, el gobierno de la época anunció que se seleccionó un trazado que va de Chile hasta Australia, pasando por Nueva Zelanda. Se mencionaron razones de costo y distancia. La conexión a Asia sería a través de cables existentes que llegan a Australia, hasta Japón.
La gestión del cable es llevada por una empresa del Estado de Chile llamada "Desarrollo País".
En enero de 2021, Argentina anunció que se incorporaría al proyecto, a través de la empresa Arsat. En mayo del mismo año, Brasil también oficializó su participación en el proyecto.
En enero de 2024, el presidente Gabriel Boric presentó el plan como un proyecto entre el Estado de Chile y Google, sin la incorporación de Brasil ni Argentina. Boric lo describió como “un puente submarino de intercambio de tecnología de sur a sur”.